# Banna Valér
Banna Valér (Sásd, 1939. október 4. – 2021. december 18.) válogatott magyar kosárlabdázó, bedobó, edző, atléta, sportvezető.

## Élete
1958-ban a pécsi Nagy Lajos Gimnáziumban érettségizett. Az 1956-os forradalomban való részvétele miatt továbbtanulni nem tudott. 1965-ben kapott amnesztiát és 1969-ben a Janus Pannonius Tudományegyetemen szerzett jogi diplomát. 1958 és 1964 között a MÁV Pécsi Igazgatóságának a munkatársa volt. 1972 és 1986 között ügyvédként, 1988-ban kisszövetkezeti tanácsadóként, 1990-től magánvállalkozóként tevékenykedett.
1950–51-ben a PEAC, 1952 és 1955 között a Pécsi Postás korosztályos kosárlabdázója volt. 1955 és 1964 között a Pécsi VSK, 1964 és 1972 között a Bp. Honvéd játékosaként szerepelt a magyar élvonalban. A Honvéddel hét bajnoki címet és négy MNK-győzelmet ért el. 1958 és 1971 között 125 alkalommal szerepelt a magyar válogatottban.
1957 és 1964 között a PVSK, 1965–66-ban a Bp. Honvéd atlétája is volt. 1965-ben magasugrásban országos csapatbajnoki címet szerzett.
1978 és 1986 között a Bp. Honvéd kosárlabda-szakosztályának a vezetője, a Magyar Kosárlabda Szövetség tagja volt. 1984–85-ben a MALÉV SE edzőjeként tevékenykedett.

## Sikerei, díjai
Kosárlabdázóként
- A magyar kosárlabdázás halhatatlanja (2005)

 Bp. Honvéd
- Magyar bajnokság
  - bajnok (7): 1964, 1965, 1966, 1967, 1968, 1969, 1971
  - 2.: 1970
- Magyar kupa (MNK)
  - győztes (4): 1966, 1967, 1968, 1969

Atlétaként
- Magyar bajnokság – magasugrás
  - csapatbajnok: 1965